# Апплет
Аппле́т (англ. applet от application — приложение и -let — уменьшительный суффикс) — это несамостоятельный компонент программного обеспечения, работающий в контексте другого, полновесного приложения, предназначенный для одной узкой задачи и не имеющий ценности в отрыве от базового приложения.
Наиболее часто термин используется в следующих значениях:
- Java-апплет — программный компонент в двоичном коде виртуальной машины Java, исполняется в окне браузера Web-страниц, в целях безопасности обособлен от основной системы в т. н. «песочнице» (англ. sandbox).
- Элемент модульных диалоговых сред X Window System (GNOME, KDE, Xfce), Microsoft Windows, Apple Mac OS. Является приложением в машинном коде для соответствующей ОС, взаимодействует с основным приложением (менеджером окон) посредством стандартного API. Хотя обычно под апплетом подразумевают элемент, который может быть отдельно установлен, удалён или настроен пользователем, типичные примеры апплетов — часы-календарь и Языковая панель Windows, Панель управления и различные оснастки консоли MMC.